# کلاین-وینترنهایم
کلاین-وینترنهایم (به آلمانی: Klein-Winternheim) یک شهر در آلمان است که در Nieder-Olm واقع شده‌است. کلاین-وینترنهایم  ۳٬۵۰۱ نفر جمعیت دارد.